# Archimède Vestier
Archimède François Marie Vestier est un architecte français né le 26 décembre 1794 à Paris, où il est mort le 24 janvier 1859.

## Biographie
Il était le petit-fils du peintre Antoine Vestier, le fils de l'architecte Nicolas Jacques Antoine Vestier et le frère de l'architecte Phidias Vestier.
Il a d'abord suivi les cours de l’École polytechnique avant de devenir architecte. Il a dû y suivre les enseignements de l'architecte Jean-Nicolas-Louis Durand.
Il commença à travailler avec son frère comme adjoints de leur père dans le cabinet de l’architecte Cavaignac travaillant pour le ministère de l’Intérieur.
La mort de son père en 1816 alors qu'il n'a que 22 ans lui a posé des problèmes. L'amitié de Cavaignac a permis aux deux frères de travailler pour lui puis de racheter sa clientèle après sa mort, en 1821.
Ils ont eu la chance de rencontrer le prince de Talleyrand, alors ministre des Affaires étrangères, qui leur apporta son soutien jusqu'à sa mort, en 1838.
Travaillant ensemble, les deux frères se répartirent leurs zones d'intervention, à Phidias, la province, essentiellement dans la région tourangelle, à Archimède, Paris.
Pour le baron Louis, ils construisirent les entrepôts de Bercy. Cette opération importante leur donna une certaine aisance.
Plus tard, Archimède Vestier devint architecte-voyer de la ville de Paris et le resta jusqu'à sa mort. Il dirigea les travaux de percement de la rue de Rivoli entre le Louvre et l'Hôtel de ville.